# Diaspidiotus coniferarum
Diaspidiotus coniferarum är en insektsart som först beskrevs av Cockerell 1898.  Diaspidiotus coniferarum ingår i släktet Diaspidiotus och familjen pansarsköldlöss. Inga underarter finns listade i Catalogue of Life.